# Костович, Ивица
Ивица Костович (хорв. Ivica Kostović ; 7 июня 1943, Загреб) — хорватский общественно-политический деятель, педагог, академик. Лауреат Национальной премии за научные достижения (2010).

## Биография
В 1967 году окончил медицинский факультет Загребского университета. Работал в области экспериментальной биологии по направлению биомедицина. Прошел стажировку в области из нейроанатомии и невропатологии в университете Джонса Хопкинса в Соединенных Штатах.
Доктор медицинских наук с 1972 года. Был приглашен на должность профессора в Гарвардской медицинской школе в Бостоне (1975—1976). Советник по нейроанатомии в Медицинской школе Йельского университета (1979).
Затем работал в отделе анатомии «Школы Драго Перовича», где он в 1987 году основал и возглавил отдел нейроанатомии. Был создателем, организатором и координатором Хорватского института исследований мозга, основанного в 1998. С 2000 года — директор Институт. Он является профессором школы медицины при Загребском университете. Декан факультета с 1992 года.
С 1993 — профессор Амстердамского университета.
С 1993 до 1995 — вице-президент правительства Хорватии.
В 1995—1998 — вице-премьер по гуманитарным вопросам, министр науки и технологии республики. В 1998 — руководитель аппарата Президента Хорватии.
Член парламента и вице-президент хорватского парламента с 2001 до 2003 года.
С 2006 — действительный член Хорватской академии наук и искусств . Женат, отец двух взрослых детей.
Автор ряда важных открытий в области нейробиологии и нейроанатомии развития коры головного мозга.

## Награды
- Орден Короля Дмитара Звонимира
- Орден Анте Старчевича
- Орден Утренней звезды с ликом Катарины Зринской (1995)[2]
- Орден Хорватского трилистника
- Орден Хорватского плетения
- Командор ордена Короны (Бельгия)
- Большой крест ордена Почёта (Греция)
- Государственная премия в области науки